# جام اکو
جام اکو (به انگلیسی: ECO Cup) مسابقاتی است که توسط کشورهای سازمان اکو برگزار می‌شده‌است. این مسابقات پیش از آن با نام آرسی‌دی کاپ (به انگلیسی: RCD Cup) شناخته می‌شده است. آرسی‌دی کاپ سازمانی برای توسعه و همکاری بین کشورهای ایران، پاکستان و ترکیه در سال‌های ۱۹۶۴ تا ۱۹۷۹ بوده که با تأسیس سازمان اکو مسابقات نیز به نام جام اکو تغییر نام یافت. افغانستان، ازبکستان، تاجیکستان، ترکمنستان، قزاقستان، قرقیزستان و آذربایجان اعضاء جدید سازمان اکو بودند.تیم ملی ایران با سه عنوان قهرمانی و سه نایب قهرمانی بهترین تیم این مسابقات محسوب می شود و تیم ملی ترکیه با سه عنوان قهرمانی و دو نایب قهرمانی در جایگاه دوم این مسابقات قرار دارد.
افغانستان و ازبکستان هرگز در این مسابقات شرکت نکرده‌اند، همچنین ترکیه در آخرین دوره این مسابقات که در سال ۱۹۹۳ بود شرکت نکرد.

## نتایج مسابقات
| سال         | میزبان             | قهرمان  | نایب قهرمان | مقام سوم                |
| ----------- | ------------------ | ------- | ----------- | ----------------------- |
| ۱۹۶۵ جزئیات | تهران، ایران       | · ایران | · ترکیه     | · پاکستان               |
| ۱۹۶۷ جزئیات | داکا، پاکستان شرقی | · ترکیه | · ایران     | · پاکستان               |
| ۱۹۶۹ جزئیات | آنکارا، ترکیه      | · ترکیه | · ایران     | · پاکستان               |
| ۱۹۷۰ جزئیات | تهران، ایران       | · ایران | · ترکیه     | · پاکستان               |
| ۱۹۷۴ جزئیات | کراچی، پاکستان     | · ترکیه | ایران       | · پاکستان               |
| ۱۹۹۳ جزئیات | تهران، ایران       | · ایران | · ترکمنستان | تاجیکستان و · آذربایجان |

## مجموع قهرمانی‌ها
| تعداد | کشور  | سال            |
| ----- | ----- | -------------- |
| ۳     | ایران | ۱۹۶۵٬۱۹۷۰٬۱۹۹۳ |
| ۳     | ترکیه | ۱۹۶۷٬۱۹۶۹٬۱۹۷۴ |

## شرکت کنندگان
| کشور      | مجموع | سال                                   |
| --------- | ----- | ------------------------------------- |
| ایران     | ۶     | ۱۹۶۵٬۱۹۶۷٬۱۹۶۹٬۱۹۷۰٬۱۹۹۳ و ایران ۱۹۷۴ |
| پاکستان   | ۶     | ۱۹۶۵٬۱۹۶۷٬۱۹۶۹٬۱۹۷۰٬۱۹۷۴٬۱۹۹۳         |
| ترکیه     | ۵     | ۱۹۶۵٬۱۹۶۷٬۱۹۶۹٬۱۹۷۰٬۱۹۷۴              |
| تاجیکستان | ۱     | ۱۹۹۳                                  |
| ترکمنستان | ۱     | ۱۹۹۳                                  |
| آذربایجان | ۱     | ۱۹۹۳                                  |
| قرقیزستان | ۱     | ۱۹۹۳                                  |
| قزاقستان  | ۱     | تیم فوتبال زیر ۲۱ سال قزاقستان ۱۹۹۳   |

## عملکرد تیم‌ها
راهنما
- اول — قهرمان
- دوم — نایب قهرمان
- سوم — رتبه سوم
- ن. ن — نیمه‌نهایی (۱۹۹۳)
- د. ا — دور اول
- — وارد نشد / انصراف
- — میزبان

در جدول پایین تعداد تیم‌های حاضر در زیر سال و در داخل پرانتز قرار داده شده است.
| تیم       | ۱۹۶۵ (۳) | ۱۹۶۷ (۳) | ۱۹۶۹ (۳) | ۱۹۷۰ (۳) | ۱۹۷۴ (۳) | ۱۹۹۳ (۷) |
| --------- | -------- | -------- | -------- | -------- | -------- | -------- |
| آذربایجان |          |          |          |          |          | ن. ن سوم |
| ایران     | اول      | دوم      | دوم      | اول      | دوم      | اول      |
| قزاقستان  |          |          |          |          |          | د. ا     |
| قرقیزستان |          |          |          |          |          | د. ا     |
| پاکستان   | سوم      | سوم      | سوم      | سوم      | سوم      | د. ا     |
| تاجیکستان |          |          |          |          |          | ن. ن سوم |
| ترکیه     | دوم      | اول      | اول      | دوم      | اول      |          |
| ترکمنستان |          |          |          |          |          | دوم      |